# Moechotypa jeanvoinei
Moechotypa jeanvoinei là một loài bọ cánh cứng trong họ Cerambycidae.